# Николаевка (Владимировский сельсовет)
Николаевка — деревня в Хиславичском районе Смоленской области России. Входит в Владимировское сельское поселение. 

## География
Расположена в юго-западной части области в 5 км к востоку от Хиславичей, на берегу реки Красная.

## История
В списке населённых мест Смоленской губернии от 1859 года деревня Николаевка отсутствует. Там есть другая Николаевка, которая находилась верстах в 5 юго-восточнее на речке Духовой. Также, только другая Николаевка, обозначена на карте 1871 года.
На карте РККА 1924, 1926 года на месте современной Николаевки обозначены хутора Ново-Николаевские, в которых числится 16 дворов.
В годы Великой Отечественной войны деревня была оккупирована гитлеровскими войсками в июле 1941 года, освобождена в сентябре 1943 года.
В Справочнике административно-территориального деления Смоленской области 1981 года отмечены обе Николаевки. Одна, о которой эта статья, во Владимировском сельсовете, другая — в Ново-Руднянском.

## Население
По состоянию на 2007 год постоянного населения не имеет.

## Транспорт
В 26 км западнее проходит автодорога А141 Орёл — Витебск, в 27 км восточнее деревни расположена железнодорожная станция Стодолище на линии Смоленск — Рославль.